# Quarto (1911)
Quarto – włoski szybki krążownik zwiadowczy (konstrukcyjnie krążownik pancernopokładowy) z czasów I wojny światowej i okresu dwudziestolecia międzywojennego. Okręt miał wyporność 3441 ton i osiągał prędkość 28 węzłów, a jego główne uzbrojenie stanowiło sześć dział kalibru 120 mm. Jednostka została zwodowana 19 sierpnia 1911 roku w Arsenale w Wenecji, a do służby w Regia Marina wcielono ją 31 marca 1913 roku.
„Quarto” wziął czynny udział w działaniach wojennych na Adriatyku, uczestnicząc m.in. w I bitwie pod Durazzo. W okresie międzywojennym służył na Morzu Śródziemnym, Dalekim Wschodzie i na Czerwonym, uczestnicząc w wojnie włosko-abisyńskiej i hiszpańskiej wojnie domowej. Jednostka została wycofana ze służby 5 stycznia 1939 roku, po czym służyła do testów uzbrojenia. W lipcu 1944 roku kadłub krążownika został zatopiony przez Niemców w celu blokady wejścia do portu w Livorno.

## Projekt i budowa
Zbudowanie przez Wielką Brytanię na początku XX wieku krążownika zwiadowczego (ang. scout cruiser) HMS „Sentinel”, przeznaczonego do wykonywania nie tylko zadań rozpoznawczych i łącznikowych, ale także do przewodzenia flotyllom niszczycieli i osłony ich przed wrogimi jednostkami tej klasy, spowodowało w wielu flotach rozpoczęcie prac projektowych nad podobnymi okrętami. W porównaniu do wcześniejszych konstrukcji krążowników okręty te miały słabsze uzbrojenie i opancerzenie, rekompensując te parametry powiększoną prędkością i zasięgiem. Z flot państw basenu Morza Śródziemnego pierwsza prace nad nowymi jednostkami podjęła Austro-Węgierska Marynarka Wojenna, czego efektem było rozpoczęcie w 1908 roku budowy krążownika SMS „Admiral Spaun”. W tym samym roku również marynarka wojenna Królestwa Włoch podjęła decyzję o budowie pierwszego, eksperymentalnego okrętu tej klasy, który miał być prototypem niewielkiej serii jednostek klasy nazwanej Esploratori. Konstruktorem okrętu był major korpusu inżynierów okrętowych Giulio Truccone, który w późniejszym czasie był projektantem m.in. niszczycieli typu Maestrale. Według założeń miał powstać okręt o wyporności 3000 ton, rozwijający prędkość 28 węzłów i uzbrojony w sześć dział kalibru 120 mm.
Krążownik został zamówiony w 1908 roku w Arsenale w Wenecji, a pierwsze prace rozpoczęto przy nim w roku 1909. Stępkę okrętu położono 14 listopada 1909 roku, a jego kadłub został zwodowany 19 sierpnia 1911 roku. Nazwa Quarto w języku włoskim oznacza „czwarty” lub „ćwierć”. Koszt budowy jednostki wyniósł około 10 mln lirów.
Podczas prób morskich przeprowadzonych w sierpniu 1912 roku uzyskano następujące wyniki: 2 sierpnia okręt osiągnął prędkość ekonomiczną 15,2 węzła przy średniej wyporności 3334 tony, a 7 sierpnia osiągnięto prędkość 22,2 węzła przy połowie mocy siłowni i wyporności 3211 ton; 20 sierpnia na wodach między Pianosa a Isole Tremiti przy przeciążeniu maszyn do 29 215 KM (przy 376,7 obr./min) jednostka osiągnęła prędkość 28,61 węzła, utrzymując ją prawie przez 10 godzin.

## Dane taktyczno-techniczne

### Charakterystyka ogólna
„Quarto” był zbudowanym głównie ze stali o wysokiej wytrzymałości krążownikiem pancernopokładowym o bardzo długim kadłubie z podwyższonym pokładem dziobowym (współczynnik długości do szerokości wynosił 10,26:1). Stewy, ramię steru oraz wsporniki wałów napędowych były stalowymi odlewami. Konstrukcja kadłuba opierała się na 173 wręgach, które rozmieszczone były co 0,75 metra i numerowane od strony rufy od 0 do 169 (z numeracją wręgów pośrednich 0,5, 1,5, 2,5 i 3,5). Znajdowały się w nim dwa ciągłe pokłady: górny i mieszkalny, a od 116 wręgu zaczynał się pokład dziobowy, z zaokrąglonymi połączeniami z burtami. Pokład mieszkalny wykonany był z blach o grubości 5 mm, zwiększającej się do 9 mm na wzdłużnikach. Znajdowały się na nim m.in. pomieszczenia podoficerskie (na dziobie) oraz kabiny oficerskie (na rufie), a także prysznice, toaleta, pompy wody pitnej, dwie pompy do przetaczania paliwa, dwa parowniki i dwa destylatory.
Kadłub podzielony był za pomocą dziewięciu grodzi wodoszczelnych na 10 przedziałów, dochodzących do wysokości górnego pokładu; na całej długości miał dno podwójne, również podzielone na 30 przedziałów wodoszczelnych. Pomiędzy 28 a 135 wręgą w pobliżu burt znajdowały się sięgające do wysokości pokładu mieszkalnego grodzie wzdłużne; między nimi a poszyciem znajdowały się zbiorniki paliwa, wody i zasobnie węglowe. W części podwodnej zainstalowano po obu stronach długie stępki przechyłowe. Masa kadłuba wynosiła 1630,27 tony.
W części dziobowej pokładu górnego znajdowały się: skrajnik dziobowy, szpital okrętowy, kabiny podoficerskie, umywalnie załogi, toaleta i pomieszczenie kabestanu. Niewysokie nadbudówki zainstalowano na niemal całej długości pokładu: w dwupoziomowej dziobowej znajdowały się pomieszczenia windy amunicyjnej, magazyn i kabina nawigacyjna (na dolnej kondygnacji) oraz opancerzone stanowisko dowodzenia i pomost bojowy, wyposażone w koło sterowe i telegraf maszynowy (na górnej). Tuż za uskokiem dziobowym na śródokręciu znajdowała się długa, podłużna nadbudówka o szerokości trzech metrów, mieszcząca przewody dymowe i wentylacyjne, kambuz, radiostację, pomieszczenia mieszkalne, warsztaty, sklep okrętowy, kancelarię i lodówkę. Nadbudówka ta na rufie łączyła się z mierzącą 13,5 metra długości i osiem metrów szerokości nadbudówką rufową z zapasowym stanowiskiem dowodzenia, dalmierzem i platformami. Pod pokładem nadbudówki rufowej znajdowały się zasuwy cumownicze, kabestan z napędem elektrycznym oraz windy amunicyjne. Na okręcie zainstalowano dwa wysokie maszty z platformami reflektorów.
Okręt miał długość całkowitą wynoszącą 131,6 metra (126 metrów między pionami i 130,5 metra na wodnicy), maksymalną szerokość 12,84 metra i maksymalne zanurzenie 4,1 metra. Wysokość kadłuba (od stępki do pokładu górnego) na wręgu nr 64 wynosiła 7,88 metra. Wysokość środka ciężkości nad poziomem stępki wynosiła 2,31 metra, a jego odległość od dziobowego pionu liczyła 61,56 metra. Wyporność normalna wynosiła 3281 ton, a pełna 3441 ton.
Załoga okrętu składała się 13 oficerów i 234 podoficerów i marynarzy. Masa przewidziana na załogę wynosiła 30,94 tony, zapasy żywności ważyły 35,72 tony, a zapas wody pitnej wynosił 15 ton.

### Urządzenia napędowe i pomocnicze
Okręt był napędzany dwoma zestawami turbin parowych systemu Parsonsa produkcji zakładów Odero, pracującymi na cztery linie wałów zakończonych trójłopatowymi śrubami napędowymi o średnicy 2,1 metra i skoku 1,9 metra, wykonanymi z brązu. Pojedynczy zespół turbin składał się z turbiny wysokiego ciśnienia, podłączonej do zewnętrznego wału napędowego i turbiny niskiego ciśnienia z wbudowanym stopniem biegu wstecznego, poruszającej wał wewnętrzny; pracę ich zabezpieczał skraplacz Beir-Uniflox, dwie pompy cyrkulacyjne, dwie pompy próżniowe, chłodnica oleju, podgrzewacze wody i pompy olejowe. Turbiny zostały umieszczone w dwóch sąsiadujących przedziałach, pomiędzy którymi znajdowała się gródź wodoszczelna. Dziobowy zespół turbin napędzał wały prawoburtowe, zaś rufowy poruszał wałami lewoburtowymi; kierunek obrotu śrub prawoburtowych był przeciwny do kierunku obrotu śrub lewoburtowych. Średnica zewnętrznych wałów napędowych wynosiła 240 mm, a wewnętrzne miały średnicę o połowę mniejszą (120 mm).
Parę dostarczało 10 kotłów wodnorurkowych systemu Blechynden-Odero z opalaniem mieszanym (osiem kotłów opalanych było paliwem płynnym – mazutem, a dwa mogły być opalane węglem bądź paliwem płynnym), rozmieszczonych w czterech kotłowniach usytuowanych przed przedziałami turbin. W każdej kotłowni zainstalowane były przy burtach po dwa kotły opalane paliwem płynnym, a dwie pierwsze (licząc od dziobu) kotłownie miały dodatkowo po jednym kotle z opalaniem mieszanym. Spaliny odprowadzane były do trzech niewysokich, umieszczonych w równych odległościach od siebie kominów: do pierwszego, o przekroju owalnym, trafiały spaliny z dwóch kotłów z opalaniem mieszanym, natomiast do dwóch pozostałych, o przekroju okrągłym, trafiały spaliny z ośmiu kotłów opalanych paliwem płynnym. W kotłowniach znajdowały się ponadto pompy zasilające, wentylatory nawiewowe, filtry i podgrzewacze paliwa. Każdy z kotłów o ciśnieniu roboczym 17 at wyposażony był w 10 palników systemu Megani i miał powierzchnię grzewczą wynoszącą 2465 m² (kotły z możliwością opalania węglem miały dodatkowo palenisko o powierzchni 212,16 m²). Wymiana powietrza w przedziałach siłowni i maszynowni odbywała się za pomocą 28 wentylatorów (20 wyciągowych i sześciu nawiewowych stałych oraz dwóch przenośnych). Odpowiednie ciśnienie w kotłowniach (o maksymalnej różnicy 0,13 at) utrzymywane było przez 10 turbowentylatorów parowych typu Sirocco o łącznej wydajności 620 000 m³ na godzinę. Rezerwa wody kotłowej wynosiła 60 ton. Łączna masa układu napędowego ze wszystkimi urządzeniami pomocniczymi wynosiła 751,5 tony, a zajmowana przez niego powierzchnia 552 m².
Maszyny osiągały łączną projektowaną moc 25 000 KM, co pozwalało na osiągnięcie prędkości maksymalnej 28 węzłów. Normalny zapas paliwa płynnego wynosił 400 ton (maksymalnie okręt mógł zabrać 479 ton), a mieściło się ono w 56 zbiornikach (12 w dnie podwójnym i 44 w zbiornikach burtowych). Prócz tego w czterech zasobniach mieściło się 50 ton węgla dla kotłów o opalaniu mieszanym. Napełnianie zbiorników paliwem możliwe było dzięki dwóm pompom o napędzie elektrycznym o wydajności 150 ton na godzinę, a do przepompowywania paliwa służyła pompa o wydajności 90 ton na godzinę. Zasięg wynosił 2300 Mm przy ekonomicznej prędkości 15 węzłów lub 588 Mm przy prędkości maksymalnej.
Energia elektryczna (prąd stały o napięciu 110 V) wytwarzana była przez trzy turbogeneratory AEG o mocy 40 kW każdy (jeden z nich stanowił rezerwę).
Na rufie znajdował się pojedynczy, półzrównoważony ster o powierzchni 10,8 m², poruszany za pomocą parowej maszyny sterowej umiejscowionej w skrajniku rufowym pod pokładem pancernym. Sterowanie okrętem odbywało się z pomostu i głównego stanowiska dowodzenia (istniała możliwość awaryjnego ręcznego sterowania z przedziału sterowego).

### Uzbrojenie
Główną bronią artyleryjską krążownika było sześć pojedynczych dział kalibru 120 mm A1909 L/50 produkcji brytyjskich zakładów Armstrong, osłoniętych maskami . Działa takie, oznaczone przez producenta jako typ EE, trafiły również na uzbrojenie włoskich drednotów: „Dante Alighieri” i typu Conte di Cavour, a także krążowników typu Nino Bixio. Dwie armaty znajdowały się na podwyższonym pokładzie dziobowym, obok siebie, a cztery umieszczono w części rufowej (po jednym na pokładzie z każdej burty i dwa na nadbudówce). Zastosowany układ pozwalał w teorii na prowadzenie ognia przez cztery działa artylerii głównej zarówno na każdą z burt, jak i w kierunku dziobu i rufy. Masa działa z maską pancerną wynosiła 11,68 tony, w tym część ruchoma 3,49 tony. Długość działa wynosiła 6212 mm, a masa gwintowanej lufy (36 bruzd o skoku 1:30) z zamkiem wynosiła 3,721 tony. Działa wykorzystywały amunicję rozdzielnego ładowania: pociski burzące o masie 22,13 kg (w tym ładunek wybuchowy 1,23 kg) lub szrapnele o masie 25,12 kg (w tym ładunek wybuchowy 0,3 kg), wystrzeliwane za pomocą ładunków miotających o masie 6,65 kg. Maksymalna donośność wystrzeliwanego z prędkością początkową 850 m/s pocisku przy maksymalnym kącie podniesienia lufy +30° wynosiła 13 000 metrów. Szybkostrzelność teoretyczna wynosiła do 15, a praktyczna sześć strzałów na minutę.
Artylerię drugiego kalibru stanowiło sześć pojedynczych półautomatycznych dział kalibru 76 mm V1909 L/50 produkcji brytyjskich zakładów Vickers . Armaty te, oznaczone przez producenta jako typ ZZ1, zaprojektowane dla brytyjskiego pancernika HMS „Agincourt”, trafiły też podobnie jak działa kalibru 120 mm na uzbrojenie włoskich pancerników „Dante Alighieri” i typu Conte di Cavour, a także krążowników typu Nino Bixio. Działa umieszczone zostały na górnym pokładzie na śródokręciu, po trzy na każdej burcie. Masa działa ze stanowiskiem wynosiła 2458 kg, w tym część ruchoma 1145 kg. Długość działa wynosiła 3988 mm. Działa wykorzystywały naboje scalone o masie 11,92 kg (w tym pocisk 7 kg). Maksymalna donośność wystrzeliwanego z prędkością początkową 750 m/s pocisku przy maksymalnym kącie podniesienia lufy +20° wynosiła 10 000 metrów. Szybkostrzelność wynosiła do 10 strzałów na minutę. Łączna masa artylerii wynosiła 87,63 tony, wyposażenia komór amunicyjnych 18,54 tony, a amunicji 66,08 tony. Uzbrojenie artyleryjskie uzupełniały dwa karabiny maszynowe Colt kalibru 6,5 mm, które w razie potrzeby mogły być zainstalowane na mostku.
Kierowanie ogniem odbywało się z wykorzystaniem dwóch dalmierzy brytyjskiej firmy Barr & Stroud – pierwszy znajdował się na górnym pomoście ponad stanowiskiem dowodzenia, a drugi na platformie na nadbudówce rufowej.
Broń torpedową stanowiły dwie pojedyncze obracalne w zakresie 15° nadwodne wyrzutnie kalibru 450 mm, umieszczone na pokładzie mieszkalnym na wysokości wręgi nr 82, strzelające przez otwory w burtach. Łączna masa uzbrojenia torpedowego wynosiła 11,86 tony. Okręt mógł też zabrać na pokład maksymalnie 200 min.

### Opancerzenie
Głównym elementem opancerzenia okrętu był wewnętrzny pokład pancerny ze skosami o grubości 40 mm (część pozioma, wykonana z dwóch warstw stali pancernej) i 30 mm (skosy, także wykonane z dwóch warstw). Pozioma część pancerza na przeważającej długości znajdowała się na wysokości około 50 cm poniżej pokładu mieszkalnego (ze wzniosem na dziobie i rufie, m.in. w celu ochrony urządzeń sterowniczych). Kąt pochylenia skosów pancerza wynosił 40° na śródokręciu oraz 60° na dziobie i rufie; skosy sięgały jednego metra poniżej linii wodnej w części środkowej jednostki, dochodząc do niej na dziobie i rufie z powodu wzniosu części poziomej pancerza. Stanowisko dowodzenia chronione było pancerzem o grubości 100 mm, a maski dział głównego kalibru osłonięte były od czoła pancerzem o grubości 80 mm.

### Wyposażenie
Na okręcie zamontowano trzy reflektory bojowe, z czego dwa znalazły się na maszcie przednim, a trzeci na maszcie tylnym. Krążownik wyposażony był w dwie stalowe kotwice Halla o masie po 2,5 tony, umieszczone w kluzach po obu stronach burt; jako rezerwowe przewożono dwie kotwice admiralicji o masie 500 i 800 kg. Kotwice opuszczane i podnoszone były za pomocą kabestanu napędzanego przez znajdującą się na górnym pokładzie maszynę parową o mocy 50 KM. Łańcuchy kotwiczne z ogniwami o średnicy 45 mm miały łączną długość 675 metrów. Jako środki ratownicze i komunikacyjne początkowo na okręcie znajdowały się: 10-metrowy kuter parowy, 9,5-metrowa szalupa wiosłowa, 8,5-metrowa szalupa niezatapialna, trzy jole (dwie o długości 5,25 metra i jeden 3,8-metrowy), 3,5-metrowa płaskodenna łódź robocza oraz składana szalupa o długości 4 metrów, umieszczone na rostrach między kominami. Opuszczanie i podnoszenie łodzi możliwe było dzięki 7-tonowemu dźwigowi o napędzie elektrycznym, zamontowanemu między pierwszy a drugim kominem.

## Służba

### Okres przed I wojną światową
Po zakończeniu prób morskich „Quarto” został wcielony do służby w Regia Marina 31 marca 1913 roku. Okręt został pomalowany na kolor ciemnoszary. W tym roku na okręcie doszło do pożaru, w wyniku którego uszkodzony został kadłub i jednostka trafiła do stoczni na remont. 3 maja 1914 roku w Genui krążownik otrzymał sztandar bojowy i motto, które brzmiało „Ho confidenza in Dio e nel corragio” (pol. „Wierzę w Boga i męstwo”). W 1914 roku okręt wziął udział w wielu rejsach szkoleniowych na wodach Morza Adriatyckiego i Jońskiego, zawijając m.in. do Wenecji, Triestu, Brindisi, Durazzo i Augusty. W tym roku dwa kotły o opalaniu mieszanym zostały przystosowane do wyłącznego opalania paliwem płynnym. W sierpniu 1914 roku „Quarto” wchodził w skład 2 Dywizjonu Krążowników, stacjonując w Tarencie, a jego dowódcą był kmdr por. (wł. capitano di fregata) G. Nicastro.

### I wojna światowa

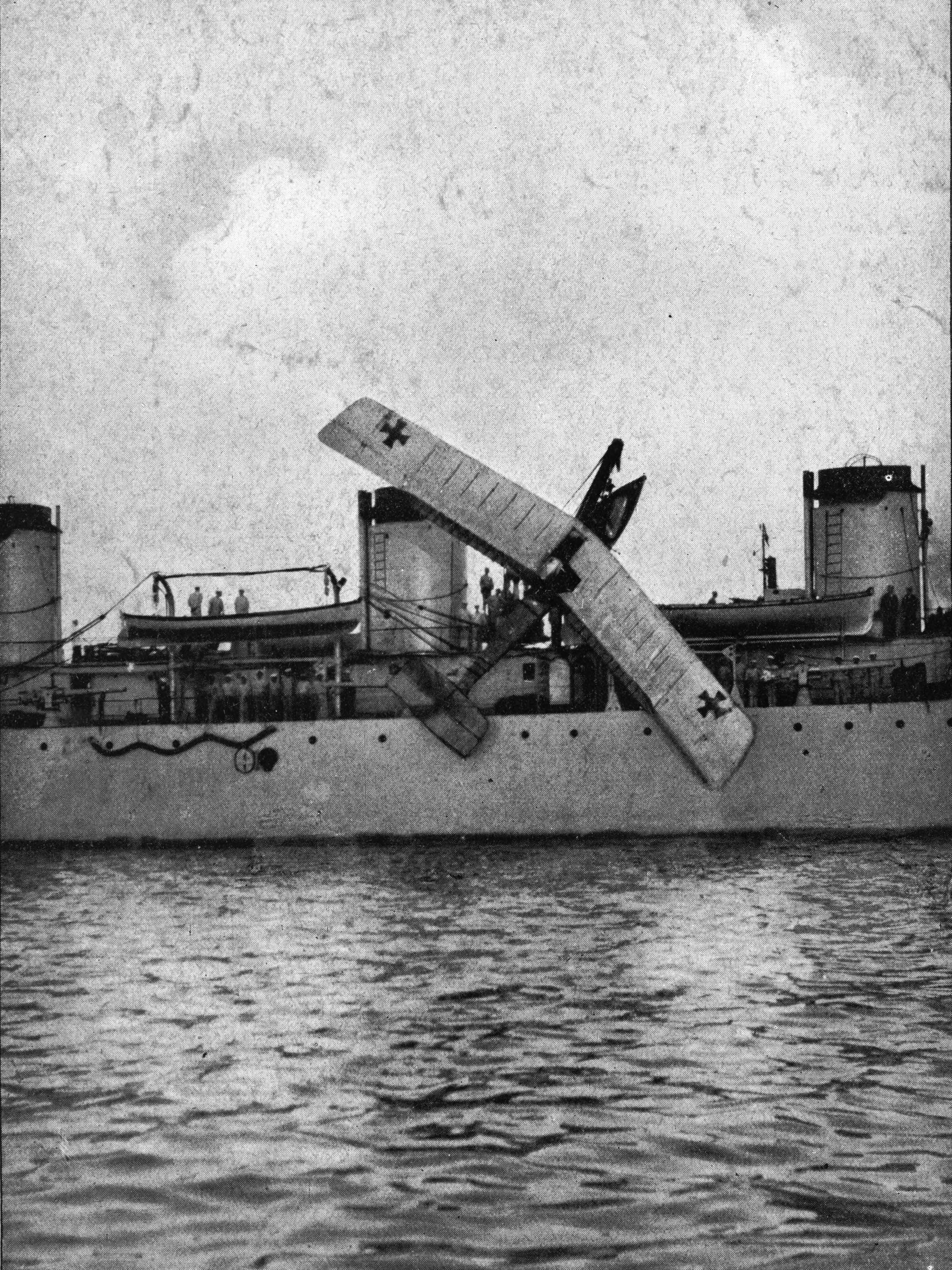
Łódź latająca Lohner L zamocowana u burty „Quarto”

23 maja 1915 roku, kiedy Królestwo Włoch wypowiedziało wojnę Austro-Węgrom przystępując do I wojny światowej, „Quarto” należał do składu Dywizjonu Rozpoznawczego (m.in. wraz z krążownikami „Nino Bixio”, „Marsala”, „Libia” i „Agordat” oraz krążownikami pomocniczymi „Città di Messina”, „Città di Palermo” i „Città di Siracusa”), dowodzonego przez kontradmirała (wł. contrammiraglio) Enrico Millo. W nocy z 31 maja na 1 czerwca jednostka wraz z brytyjskim krążownikiem HMS „Dublin” w eskorcie niszczycieli wzięła udział w ostrzale radiostacji i latarni morskiej na wyspie Lissa, unikając torped wystrzelonych przez zanurzony okręt podwodny, a w drodze powrotnej zdobywając i zabierając na pokład austro-węgierską łódź latającą Lohner L nr L39, która wodowała przymusowo. 5 czerwca „Quarto” wraz z niszczycielami „Animoso”, „Ardente”, „Audace” i „Ardito” ostrzelał punkt obserwacyjny położony na wyspie Meleda. 9 czerwca krążowniki „Quarto”, „Nino Bixio”, HMS „Dublin” i „Città di Messina” w eskorcie niszczycieli wzięły udział w ataku na stację semaforową na przylądku Rodoni.
Od 11 lipca krążownik uczestniczył w operacji opanowania wyspy Pelagosa, najpierw zabezpieczając wraz z niszczycielami północne podejście do wyspy i osłaniając przewożący oddział desantowy krążownik pomocniczy „Città di Palermo”, a trzy dni później niszcząc wrogą radiostację nieopodal Ragusy. 17 i 18 lipca jednostka spędziła na patrolu na wodach między Ragusą a Zatoką Kotorską, wysadzając drugiego dnia 50-osobowy desant w celu zniszczenia radiostacji na wyspie Giuppana. 11 sierpnia „Quarto” wraz z brytyjskim krążownikiem HMS „Topaze”, w eskorcie trzech włoskich i czterech francuskich niszczycieli zabezpieczały od wschodu podejścia do Pelagosy w związku z możliwym atakiem ze strony wrogich krążowników. Tydzień później okręt wraz z niszczycielami osłaniał ewakuację wojsk włoskich z wyspy.
Jesienią 1915 roku okręty Dywizjonu Rozpoznawczego zostały przebazowane do Brindisi, a „Quarto” otrzymał zadanie eskortowania konwojów z zaopatrzeniem dla wojska serbskiego, płynących do Durazzo. 29 grudnia okręt wziął udział w I bitwie pod Durazzo, podczas której zespół jednostek ententy (prócz „Quarto” i „Nino Bixio” tworzyły go brytyjskie krążowniki HMS „Dartmouth” i HMS „Weymouth” oraz pięć francuskich i cztery włoskie niszczyciele) starł się z zespołem austro-węgierskim, składającym się początkowo z krążownika SMS „Helgoland” i pięciu niszczycieli typu Tátra. Podczas potyczki „Quarto” próbował dogonić wrogi krążownik płynąc niemal jego śladem torowym, jednak po wystrzeleniu przez „Helgoland” torpedy musiał zrobić unik i odległość między okrętami zwiększyła się uniemożliwiając ostrzał. Następnie okręt ostrzeliwał uchodzący z pola bitwy niszczyciel SMS „Csepel”, jednak nie uzyskał trafień. Mimo przewagi liczebnej zespołowi alianckiemu nie udało się zniszczyć słabszego przeciwnika, mimo utraty przez niego dwóch niszczycieli.
23 lutego 1916 roku krążowniki „Quarto”, „Libia”, „Puglia” i brytyjski HMS „Liverpool” w eskorcie czterech niszczycieli osłaniały konwój płynący do Durazzo. 23 marca okręt wraz z niszczycielami „Commandant Rivière” i „Pilade Bronzetti” uczestniczył w ostrzale celów na przylądku Pali. 3 maja „Quarto” ubezpieczał stawiające zagrodę minową krążownik „Puglia” i stawiacz min HMS „Latona”. W nocy z 8 na 9 lipca okręt wyszedł z Brindisi w celu ochrony stawiających miny w rejonie Orsery torpedowców 1PN i 24OS. Nocą z 23 na 24 sierpnia „Quarto” i „Nino Bixio” osłaniały konwój płynący na trasie Tarent – Valona. 22 grudnia okręt wraz z torpedowcami wyszedł w morze w celu przechwycenia wrogiego konwoju, jednak nie doszło do kontaktu.
12 marca 1917 roku krążownik, eskortowany przez niszczyciele „Impavido” i „Irrequieto”, przeszedł z Brindisi do Valony, a 31 marca z pokładu okrętu (eskortowanego przez francuskie niszczyciele „Faulx” i „Commandant Lucas”) dokonano inspekcji blokady Cieśniny Otranto. Pod koniec wojny „Quarto” przeszedł do Ankony i po zawarciu rozejmu uczestniczył w zabezpieczeniu przejścia byłych okrętów Kaiserliche und Königliche Kriegsmarine pod kontrolę aliantów.
Podczas wojny okręt został wyposażony w tratwy ratunkowe, które przymocowano do ścian nadbudówek, a także zmieniono jego malowanie na kolor jasnoszary. Ogółem podczas wojny krążownik uczestniczył w 63 rejsach bojowych (w tym dziewięć razy eskortował konwoje) w łącznym czasie 1336 godzin (kolejne 141 godzin trwały przebazowania jednostki); okręt spędził też 2663 godziny w gotowości 60-minutowej i 2336 godzin w gotowości 30-minutowej.

### Okres międzywojenny
Po zakończeniu działań wojennych dziobowy mostek „Quarto” został powiększony o drugą kondygnację. Okręt aktywnie służył na Morzu Adriatyckim, a w sierpniu 1919 roku odbył rejs do Palestyny, zapewne w celu ubezpieczania powrotu do kraju kontyngentu włoskich żołnierzy. Na początku lat 20. okręt został pomalowany na kolor ciemnoszary z białymi szczytami masztów. 12 września 1925 roku „Quarto” został okrętem flagowym 2 Dywizjonu Torpedowego (w skład którego wchodziły ponadto duże niszczyciele „Aquila” i „Carlo Mirabello”). W 1925 roku krążownik odwiedził porty w Zarze, Lagoście i Portolago. Między 1925 a 1927 rokiem okręt wziął udział we wszystkich ćwiczeniach włoskiej floty, zajmując w 1927 roku pierwsze miejsce w przygotowaniu do nocnych strzelań. W latach 1926–1927 na pokładzie „Quarto” użytkowano dwupłatową łódź latającą Macchi M.18AR. 1 marca 1927 roku 2 Dywizjon Torpedowy został włączony do składu 2. Eskadry, a krążownik dalej pełnił rolę jednostki flagowej. W drugiej połowie lat 20. dziobowy dalmierz został zdjęty z dachu stanowiska dowodzenia i przeniesiony na platformę na fokmaszcie; powiększono też „bocianie gniazdo”.
W kwietniu 1928 roku „Quarto” znalazł się w składzie delegacji włoskiej floty, przybyłej do Villefranche-sur-Mer w związku z odsłonięciem pomnika żołnierzy poległych w Wielkiej Wojnie, a następnie odbył rejs po wodach Morza Tyrreńskiego. Na początku 1929 roku krążownik został pomalowany na kolor jasnoszaro-niebieski, który pozostał niezmienny do końca służby. W tym roku jednostka odbyła rejs po portach zachodniej części Morza Śródziemnego, zawijając do Kartageny, Gibraltaru, Kadyksu, Lizbony, Almeríi i Trypolisu. W listopadzie tego roku krążownik trafił pod bezpośrednią jurysdykcję Ministerstwa Marynarki, co miało związek z próbami dotyczącymi ochrony okrętów przed bronią gazową. Między 1930 a 1932 rokiem okręt służył na Adriatyku, uczestnicząc w ćwiczeniach i manewrach. Na początku lat 30. dokonano modernizacji uzbrojenia jednostki: na górny pokład za uskokiem dziobówki przeniesiono wyrzutnie torpedowe (zamontowane dotychczas na pokładzie mieszkalnym), dzięki czemu ich sektor ognia powiększył się do 30° na każdą burtę, a także zdemontowano cztery działa kalibru 76 mm (pozostawiono jedynie dwa na wysokości drugiego komina). W czerwcu 1932 roku „Quarto” wraz z niszczycielami „Fratelli Cairoli”, „Angelo Bassini”, „Giuseppe La Farina” i „Enrico Cosenz” odbył rejs na Morze Czarne, zatrzymując się między 15 a 22 czerwca w Warnie.
W 1933 roku krążownik udał się na wody Dalekiego Wschodu, docierając 13 marca do Szanghaju. Okręt stał się jednostką flagową dowództwa sił włoskich w tym regionie, zastępując krążownik „Libia”. „Quarto” służył na tych wodach przez dwa lata, reprezentując włoską banderę i ochraniając żeglugę handlową. W końcu 1935 roku, po wybuchu wojny włosko-abisyńskiej, jednostkę skierowano na Morze Czerwone, gdzie weszła w skład stacjonującej w Massawie tzw. lekkiej eskadry Morza Czerwonego i Oceanu Indyjskiego (wraz z krążownikami „Ancona” i „Bari”, pięcioma torpedowcami, pięcioma okrętami podwodnymi, czterema kanonierkami i stawiaczem min). Głównym zadaniem okrętów Dywizji było eskortowanie włoskich statków handlowych płynących przez Kanał Sueski i Morze Czerwone do Somali Włoskiego i Erytrei, a w przypadku wybuchu konfliktu zbrojnego z Wielką Brytanią także zwalczanie okrętów Royal Navy i przerwanie brytyjskich linii komunikacyjnych na Morzu Czerwonym. „Quarto” uczestniczył w tych działaniach do lutego 1936 roku, kiedy powrócił do Włoch kontynentalnych. W tym roku na jednostce zamontowano dwa podwójnie sprzężone wielkokalibrowe karabiny maszynowe Breda M1931 kalibru 13,2 mm L/76, zainstalowane na platformach za drugim kominem. Wymieniono też środki ratownicze i komunikacyjne, które stanowiły od tej pory: 12,5-metrowy barkas motorowy, 10- i 7-metrowy kuter motorowy, 10,5-metrowy welbot, 8,7-metrowa szalupa wiosłowa, dwie 8,6-metrowe szalupy motorowe, 5,25-metrowy jol i 3-metrowa tratwa robocza.
Po wybuchu hiszpańskiej wojnie domowej, 7 września 1936 roku krążownik pod dowództwem kmdra por. Giovanniego Galatiego opuścił bazę La Spezia i popłynął do Hiszpanii, zawijając do Barcelony i dopływając 9 września do Alicante, gdzie zastąpił niszczyciel „Ugolino Vivaldi”. 16 października okręt, po zaokrętowaniu personelu ambasady włoskiej w Madrycie, wyruszył nazajutrz do ojczyzny, docierając 18 października do La Spezii („Quarto” został zmieniony przez niszczyciel „Giovanni da Verrazzano”). 9 listopada krążownik ponownie wyruszył do Hiszpanii, przez Barcelonę i Palmę de Mallorca docierając 18 listopada do Tangeru (gdzie zmienił krążownik „Alberico da Barbiano”). Po oficjalnym uznaniu przez Włochy rządu Francisco Franco „Quarto” stał się jednostką flagową zespołu włoskich okrętów stacjonujących nieopodal Cieśniny Gibraltarskiej, w skład którego wchodziły ponadto niszczyciele „Alvise da Mosto” i „Giovanni da Verrazzano” (wymienione następnie pod koniec listopada na niszczyciele „Aquila” i „Audace”). W kwietniu 1937 roku „Quarto” został okrętem flagowym zespołu włoskiej floty stacjonującego w Palma de Mallorca. 24 i 25 maja włoskie okręty stały się celem nalotu republikańskich bombowców SB-2, które pierwszego dnia zrzuciły niecelne bomby nieopodal miejsca postoju „Quarto”, „Carlo Mirabello” i krążownika pomocniczego „Barletta”, a nazajutrz uszkodziły „Quarto” i trafiły „Barlettę”. 17 wrześnie na pokładzie krążownika gościł brytyjski admirał James Somerville.
1 stycznia 1938 roku „Quarto” został jednostką flagową 6 Dywizjonu, który grupował włoskie okręty operujące na wodach hiszpańskich. 25 maja w Kadyksie na pokład okrętu weszła hiszpańska delegacja z generałem Milianem Astraiem na czele, która została przewieziona dwa dni później do Civitavecchia, gdzie wzięła udział w uroczystościach na cześć sojuszu frankistowsko-włosko-niemieckiego. 3 czerwca krążownik zawinął do Neapolu, a 15 czerwca powrócił do Palma de Mallorca. 1 sierpnia na wychodzącym w morze okręcie doszło do wybuchu dolnego kolektora jednego z kotłów, w wyniku którego zginęło dwóch podoficerów i 11 marynarzy, a wielu innych odniosło rany. Wobec niemożliwości naprawy uszkodzeń na miejscu 16 sierpnia „Quarto” wypłynął w eskorcie krążownika „Muzio Attendolo” do Włoch, dopływając 18 sierpnia do La Spezii. W czasie służby na wodach hiszpańskich na maskach dział i dachu nadbudówki dziobowej okręt miał wymalowane czerwono-biało-zielone pasy identyfikacyjne.
Dowództwo włoskiej marynarki uznało remont krążownika za nieopłacalny i królewskim dekretem nr 161 z 5 stycznia 1939 roku „Quarto” został wycofany ze służby. Jednostkę przeholowano do Livorno, gdzie służyła następnie jako okręt-baza, a na początku 1941 roku testowano na niej nowe pociski kalibru 120 i 152 mm, a także sprawdzano skuteczność ładunków wybuchowych. Na wpół zniszczony okręt stał się miejscem treningu płetwonurków-dywersantów szkolących się w obsłudze żywych torped SLC. Po zawarciu przez Włochy rozejmu Livorno zostało zajęte przez Niemców, którzy zdobyli zniszczony kadłub krążownika. Został on przez nich zatopiony w lipcu 1944 roku, aby zablokować północne wejście do portu w Livorno.

## Ocena
W porównaniu do swoich austro-węgierskich odpowiedników („Admirala Spauna” i jego ulepszonych następców, czyli jednostek typu Novara) „Quarto” nieznacznie przewyższał je pod względem osiąganej prędkości maksymalnej przy porównywalnym zasięgu. Należy jednak wspomnieć, że przewagi tej włoski okręt nie był w stanie udowodnić podczas jedynego starcia z krążownikiem tej klasy (SMS „Helgoland”) pod Durazzo, kiedy to jednostka przeciwnika nie dała się dogonić osiągając przy przeciążeniu maszyn prędkości między 28 a 29 węzłów. „Quarto” przewyższał austro-węgierskie jednostki pod względem zainstalowanego uzbrojenia (działa kalibru 120 mm o większym zasięgu i większej masie pocisków wobec armat kalibru 100 mm), mimo mniejszej ich liczby (sześć wobec od siedmiu do dziewięciu na pokładach okrętów przeciwnika). Mankamentem włoskiej jednostki był natomiast brak pancerza burtowego (który został zamontowany na „Admirale Spaunie” i jego następcach) i mniejsza grubość pancerza pokładowego, przez co okręt miał znacznie słabszą ochronę bierną. W porównaniu do swoich następców – krążowników typu Nino Bixio – mimo mniejszej wyporności dysponował większą prędkością i zasięgiem, a także niezawodną siłownią („Quarto” do ostatnich lat swojej służby był w stanie rozwinąć prędkość 28 węzłów).